# 12 Baza Bezzałogowych Statków Powietrznych
12 Baza Bezzałogowych Statków Powietrznych im. gen. bryg. pil. Jerzego Piłata (12 BBSP) – jednostka wojskowa Sił Powietrznych zlokalizowana ok. 5 km na północ od Mirosławca, jest jednostką organizacyjną bezpośrednio podporządkowaną Dowódcy 1 Skrzydła Lotnictwa Taktycznego, przeznaczoną do zdobywania, gromadzenia, przetwarzania, analizy i interpretacji pozyskanych informacji oraz dystrybucji informacji rozpoznawczo-wywiadowczych dla decydentów polityczno-wojskowych w czasie pokoju, kryzysu i wojny w czasie zbliżonym do rzeczywistego z wykorzystaniem systemów będących na jej wyposażeniu.

## Historia
12 Baza Bezzałogowych Statków Powietrznych w Mirosławcu została sformowana na bazie 12 Komendy Lotniska i Dywizjonu Rozpoznania Powietrznego.
W roku 2016 decyzją MON nr 238 ustanowiono oznakę rozpoznawczą, rok później decyzją nr 190 wprowadzono również odznakę pamiątkową jednostki.

Insygnia
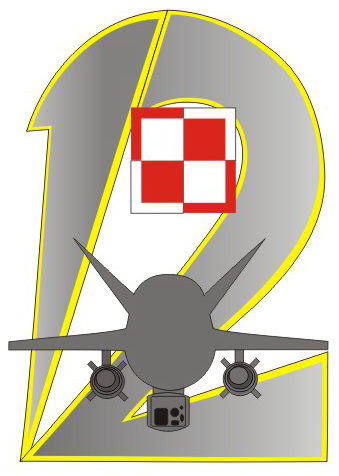
Odznaka pamiątkowa
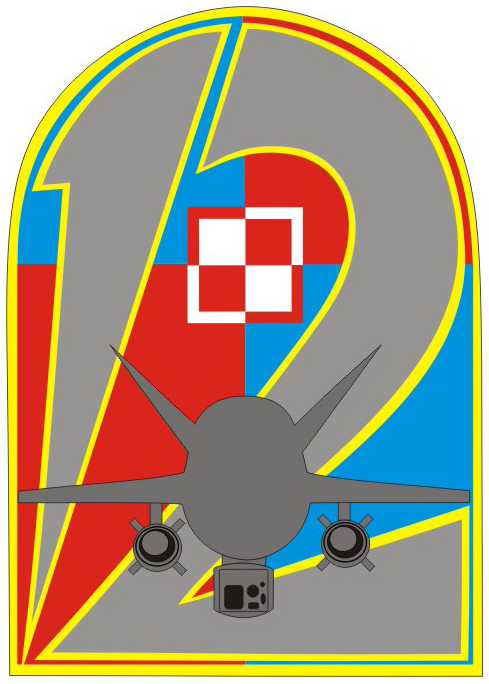
Oznaka rozpoznawcza na mundur wyjściowy
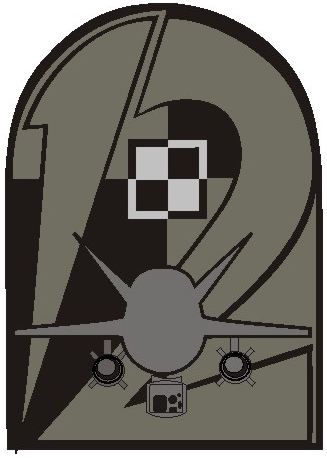
Oznaka rozpoznawcza na mundur polowy

## Dowódcy bazy
- płk dypl. pil. Łukasz Andrzejewski – Popow (1 stycznia 2016 – 31 maja 2020)[5]
- płk pil. Marcin Szubiński (od 1 czerwca 2020 - 1 sierpnia 2024)[6]
- płk pil. Jacek Janowski (od 1 sierpnia 2024)[7]

## Tradycje
Decyzją Nr 102/MON Ministra Obrony Narodowej z 4 lipca 2019 12 Baza Bezzałogowych Statków Powietrznych przejęła i z honorem kultywuje dziedzictwo tradycji:
- 12 Bazy Lotniczej (2000–2010)
- 8 Eskadry Lotnictwa Taktycznego (2000–2010)
- 12 Komendy Lotniska (2011–2016)

## Struktura
- Dowództwo
- Grupa działań powietrznych
- Grupa obsługi technicznej
- Grupa rozpoznania i analizy danych
- Grupa wsparcia
- Pion bezpieczeństwa lotów
- Pion służb ruchu lotniczego
- Sekcja komunikacji społecznej
- Sekcja ochrony informacji niejawnych
- Sztab

Źródło: 12 Baza Bezzałogowych Statków Powietrznych.

## Wyposażenie
Na stanie bazy znajdują się poniższe maszyny.
| Bezzałogowe aparaty latające (UAV) | Bezzałogowe aparaty latające (UAV) | Bezzałogowe aparaty latające (UAV) | Bezzałogowe aparaty latające (UAV) | Bezzałogowe aparaty latające (UAV) | Bezzałogowe aparaty latające (UAV) | Bezzałogowe aparaty latające (UAV)                   |
| ---------------------------------- | ---------------------------------- | ---------------------------------- | ---------------------------------- | ---------------------------------- | ---------------------------------- | ---------------------------------------------------- |
|                                    | Aeronautics Orbiter                | Izrael                             | Orbiter                            | 15 zestawów                        | 2007                               | W każdym zestawie po 3 aparaty.                      |
|                                    | Bayraktar TB2                      | Turcja                             | TB2                                | 4 zestawy                          | 2022                               | W każdym zestawie po 6 aparatów.                     |
|                                    | MQ-9 Reaper                        | Stany Zjednoczone                  | MQ-9A                              | 1 zestaw                           | 2023                               | Wyleasingowane w ramach pilnej potrzeby operacyjnej. |